# Larimus breviceps
Larimus breviceps és una espècie de peix de la família dels esciènids i de l'ordre dels perciformes.

## Morfologia
- Els mascles poden assolir 31 cm de longitud total i 500 g de pes.[4][5]

## Hàbitat
És un peix de clima tropical i demersal que viu fins als 60 m de fondària.

## Distribució geogràfica
Es troba a l'Atlàntic occidental: des de les Antilles, Costa Rica i Hondures fins a Rio de Janeiro (Brasil).

## Ús comercial
És important com a aliment per als humans.

## Observacions
És inofensiu per als humans.